# Паспорт свободы
Паспорт свободы (порт. Passaporte para Liberdade) — бразильский телевизионный мини-сериал, созданный Estudios Globo, Sony Pictures Television и Floresta. Мини-сериал написан Марио Тейшейрой и Рэйчел Энтони. Он транслировался на канале TV Globo с 20 по 30 декабря 2021 года. Главные роли исполнили Софи Шарлотта, Родриго Ломбарди и Питер Кетнат. Мини-сериал рассказывает историю Араси ди Карвалью, сотрудницы консульства Бразилии в Гамбурге. Он основан на книге историка Моники Раисы Шпун «Жуста – Араси де Карвалью и спасение евреев: обмен нацистской Германии на Бразилию» 2011 года.

## Сюжет
В 1935 году Араси де Карвалью (Софи Шарлотта) отправляется в Германию и устраивается на должность в паспортном отделе консульства Бразилии в Гамбурге. Именно там ей удаётся спасти многих евреев от Холокоста, облегчив процесс выдачи виз в Бразилию. Жуан Гимарайнс Роза (Родриго Ломбарди) просят стать заместителем консула Бразилии. В свой первый день работы он встречает Араси и сразу же влюбляется в неё. Жоао понимает, что Араси что-то скрывает, и расспрашивает её. Араси объясняет весь свой план. Тот колеблется, но вскоре убеждается, что она поступает правильно. Араси также привлекает внимание капитана СС Томаса Цумкле (Питер Кетнат). Цумкле становится одержимым раскрытием тайны Араси.

## В ролях
- Софи Шарлотта[порт.] — Араси де Карвалью
- Родриго Ломбарди — Жуан Гимарайнс Роза
- Питер Кетнат — Томас Цумкле
- Стефан Вайнерт — Милтон Харднер
- Томас Синклер Спенсер — Карл Шаффер
- Габриэла Петри — Тайбеле Башевис/Виви Крюгер
- Изабела Гвиздак — Маргарет Леви
- Сиван Маст — Хелена Крик
- Тарсизио Фильо — Хоаким Антониу де Соуза Рибейру
- Тео Медон — Эдуардо «Эду» де Карвальо Тесс
- Якопо Гарфаньоли — Руди Кац
- Арье Кампос — Тина Фаллада
- Фил Майлер — Сэмюэль Башевис
- Брюс Гомлевский — Хьюго Леви
- Елена Варваки — Батшева
- Джимми Лондон — Мендель Крик
- Фабиана Гульи — Мина Шварц

## Производство
Мини-сериал был анонсирован в мае 2019 года и первоначально назывался «Ангел Гамбурга». Этот мини-сериал — первая работа TV Globo, полностью транслируемая на английском языке. Съемки начались в феврале 2020 года . В марте 2020 года производство было остановлено в связи с пандемией COVID-19. Съемки были завершены в мае 2021 года.